# Fred C. Gartner
Fred Christian Gartner (* 14. März 1896 in Philadelphia, Pennsylvania; † 1. September 1972 in Somers Point, New Jersey) war ein US-amerikanischer Politiker. Zwischen 1939 und 1941 vertrat er den Bundesstaat Pennsylvania im US-Repräsentantenhaus.

## Werdegang
Fred Gartner besuchte die öffentlichen Schulen seiner Heimat sowie die Brown Preparatory School. In den Jahren 1918 und 1919 diente er in der Endphase des Ersten Weltkriegs in der Reserve der US Navy. Nach einem anschließenden Jurastudium an der Temple University und seiner 1920 erfolgten Zulassung als Rechtsanwalt begann er in Philadelphia in diesem Beruf zu arbeiten. Gleichzeitig schlug er als Mitglied der Republikanischen Partei eine politische Laufbahn ein. Von 1928 bis 1932 gehörte er der State Civil Service Commission in Philadelphia an. In den Jahren 1933 und 1934 war er Abgeordneter im Repräsentantenhaus von Pennsylvania.
Bei den Kongresswahlen des Jahres 1938 wurde Gartner im fünften Wahlbezirk von Pennsylvania in das US-Repräsentantenhaus in Washington, D.C. gewählt, wo er am 3. Januar 1939 die Nachfolge des Demokraten Frank Joseph Gerard Dorsey antrat. Da er im Jahr 1940 nicht bestätigt wurde, konnte er bis zum 3. Januar 1941 nur eine Legislaturperiode im Kongress absolvieren. Während dieser Zeit wurden dort die letzten New-Deal-Gesetze der Roosevelt-Regierung verabschiedet, denen Gartners Partei eher ablehnend gegenüberstand.
Nach seiner Zeit im US-Repräsentantenhaus praktizierte Fred Gartner wieder als Anwalt. Außerdem wurde er Vorstandsvorsitzender der Firma Hol-Gar Manufacturing Corporation of Pennsylvania. Er starb am 1. September 1972 in Somers Point und wurde in Philadelphia beigesetzt.